# ウミヤツメ
ウミヤツメ (海八目、Petromyzon marinus) は寄生性のヤツメウナギ。両側回遊魚であり、ヨーロッパ・北米の大西洋岸、西部地中海で見られる。五大湖に侵入しており、在来種に多大な被害を与えている。背側は茶、灰色または黒で腹側は白か灰色。ヤツメウナギ類の中でも特に大型であり、90cmまで成長する。
和名の「ウミヤツメ」は荒俣宏による。
この種のゲノムが円口類で初めて解読され、2013年2月に報告された。

## 生態
川で孵化した幼生（アンモシーテス）は、流れの緩い砂泥底に移動する。幼生には眼や吸盤はなく、微生物やデトリタスを食べながら4-6年を過ごす。夏に変態を始めて1-2年で成体となり、海か湖に降りる。成体はさまざまな魚の身体に吸盤状の口で吸い付き、鋭い棘のある舌・歯で組織を削りとる。唾液は血液の凝固を妨げ、攻撃を受けた獲物は通常、大量出血や感染症のために死ぬ。成体は12-20か月の後、春に川を遡上して産卵を行う。産卵時には無数の個体が絡み合い、球状の塊を作る。産卵数は60,000-70,000で、繁殖後には死ぬ。

## 五大湖への侵入

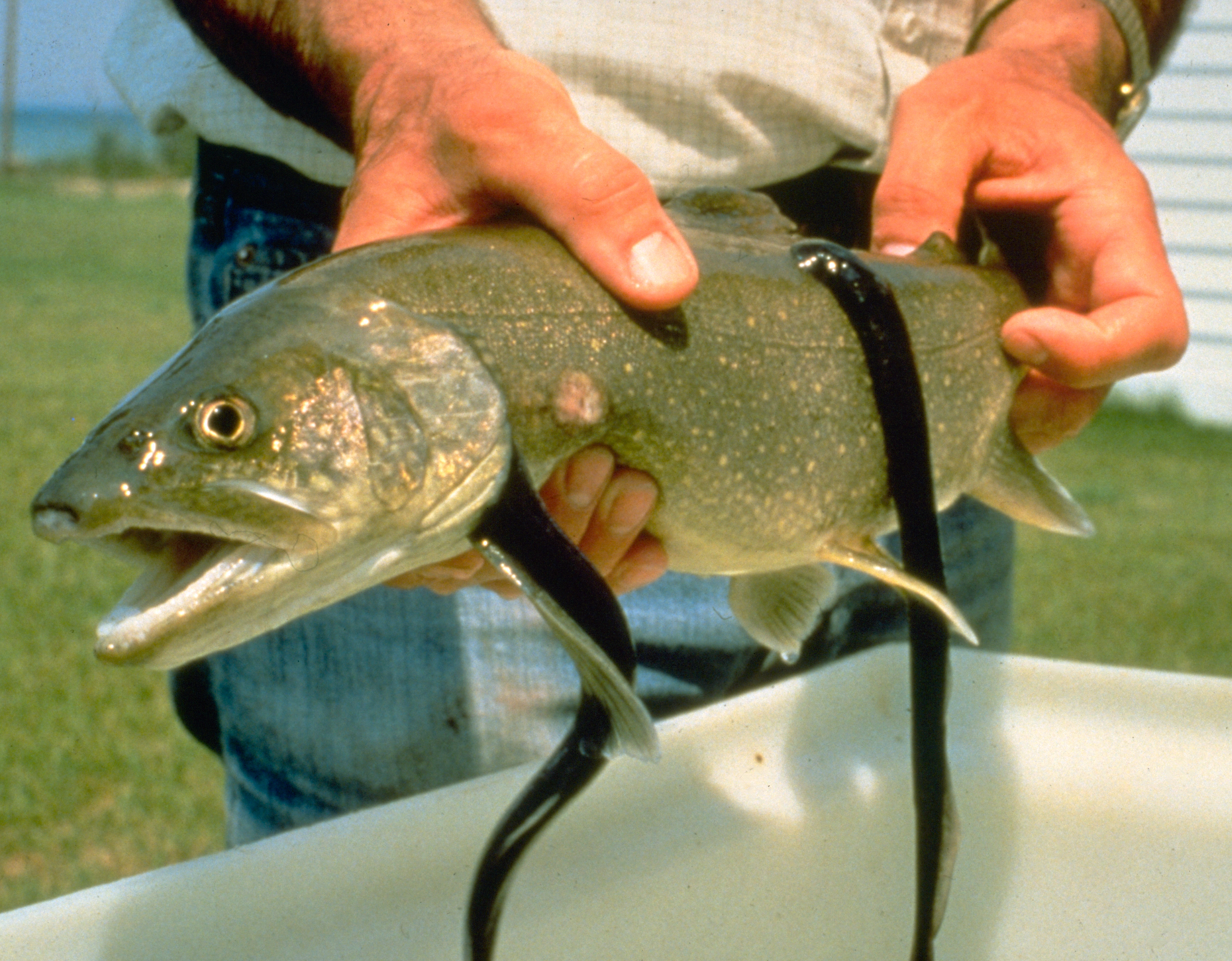
レイクトラウトに寄生したウミヤツメ

五大湖への侵略的外来種である。元の生息地はニューヨーク州・バーモント州にあるフィンガーレイクスやシャンプレーン湖だった。オンタリオ湖で確認されたのは1830年代で、元々生息していたのかは不明だが、1825年に開通したエリー運河を通して侵入した可能性もある。1919年にウェランド運河が改修されたことで、オンタリオ湖からエリー湖に侵入してすぐに同等の個体密度にまで増殖し、1930年代にはミシガン湖・ヒューロン湖、1940年代にはスペリオル湖にも侵入して在来魚を減少させた。被害を受けたのはレイクトラウトやシロマス類などの魚であり、これらの頂点捕食者の減少は生態系全体に悪影響を与えている。捕食者の減少は別の外来魚であるエールワイフの激増も招き、さらに在来種に影響を及ぼすことになった。

### 対策
対策は、カナダ水産海洋省や合衆国魚類野生生物局からの代理人によって構成されたGreat Lakes Fishery Commissionの監督下で行われている。これまでに殺魚剤・電気柵などが投入され、ある程度の成功を収めた。
現在で最も有効な対策が、1950年代に発見された殺ヤツメ剤TFM（3-トリフルオロメチル-4-ニトロフェノール）である。ウミヤツメに選択毒性を示し、非寄生性ヤツメウナギを含む他の魚類にはあまり影響を与えない。TFMは40年以上も使用されているが、環境中ですぐに分解されて生物濃縮もされないため、特に問題は発生していない。TFMは特に幼生に対して有効である。
別の有効な対策として、雄を不妊化することも行われている。この方法は1980年代、不妊虫放飼を参考に開発された。1991年から年間平均26,000匹に行われており、繁殖のために川を遡上する雄を捕獲し、不妊化剤であるビスアジル (bisazir) を注入して川に帰す。この雄は生殖能力を持つ雄と競合するため、受精卵の数を減らせる。
ウミヤツメは湖に流れこむ川で繁殖するため、川に柵を設けて移動を阻害することも行われたが、他魚の移動も阻害してしまうことが問題である。幸いにもウミヤツメの遊泳力はそれほど高くなく、柵の高さを低くして他魚が跳び越えられるようにすることで解決された。この柵はさらなる改良が続けられており、例えば洪水時に水没しても、上部の電気柵に自動的に通電して効果を発揮するような柵も造られている。
また、2種類のフェロモンが確認されている。1つは幼生が分泌するもので、成体はこのフェロモンを頼りに川を遡る。もう1つは性成熟した雄が分泌するもので、雌を誘引する効果がある。これらを利用してウミヤツメの移動・繁殖を妨害したり、罠に誘い込んだりすることが考えられている。
これらの対策によって、ウミヤツメ個体数はピーク時の1961年から90%以上も減少した。
しかしながら、第二次ドナルド・トランプ政権が行う合衆国魚類野生生物局の縮小により、ウミヤツメ対策の取り組みが損なわれる可能性が指摘されている。

## 利用
食用にも適している。イギリスには戴冠式や長期在位の節目となる記念行事の際、過去800年間に渡って王室にヤツメウナギのパイを献上する習慣があるが、イギリス国内産のヤツメウナギは絶滅危惧種となったため、2012年のエリザベス2世のダイヤモンドジュビリーではカナダ産のウミヤツメのパイが献上された。